# Stefan Ustorf
Stefan Ustorf (ur. 3 stycznia 1974 w Kaufbeuren) – niemiecki hokeista, reprezentant Niemiec, czterokrotny olimpijczyk, trener.
Hokeistami zostali także jego ojciec Peter (ur. 1951, także trener) i syn Jake (ur. 1997 w USA).

## Kariera
- ESV Kaufbeuren (1989–1994)
- Portland Pirates (1994–1995)
- Washington Capitals (1995–1996)
- Portland Pirates (1996–1997)
- BSC Preussen (1997–1998)
- Las Vegas Thunder (1998–1999)
- Detroit Vipers (1999)
- Cincinnati Cyclones (1999–2001)
- Adler Mannheim (2001–2003)
- Krefeld Pinguine (2003–2004)
- Eisbären Berlin (2004-2012)

Wychowanek klubu ESV Kaufbeuren. Uczestniczył w turniejach mistrzostw świata w 1992, 1993, 2004, 2004, 2006, 2008, Zimowych Igrzysk Olimpijskich 1994, 1998, 2002, 2006 oraz Pucharu Świata 1996, 2004.
W marcu 2013 zakończył karierę zawodniczą z uwagi na skutki wstrząśnienia mózgu.
Po zakończeniu kariery zawodniczej podjął pracę w klubie Eisbären Berlin, od 2014 do 2017 będąc menedżerem sportowym, a od 2017 trenerem rozwojowym.

## Sukcesy
Reprezentacyjne
- Awans do Elity: 2006

Klubowe
- Srebrny medal Mistrzostw Niemiec: 2002 z Adler Mannheim
- Złoty medal Mistrzostw Niemiec: 2005, 2006, 2008, 2009, 2011, 2012 z Eisbären Berlin
- Puchar Niemiec (2 razy): 2003, 2007
- European Trophy: 2010 z Eisbären Berlin

Indywidualne
- Mecz Gwiazd DEL: 2002, 2005, 2006, 2009